# St. Vitus (Westerringen)

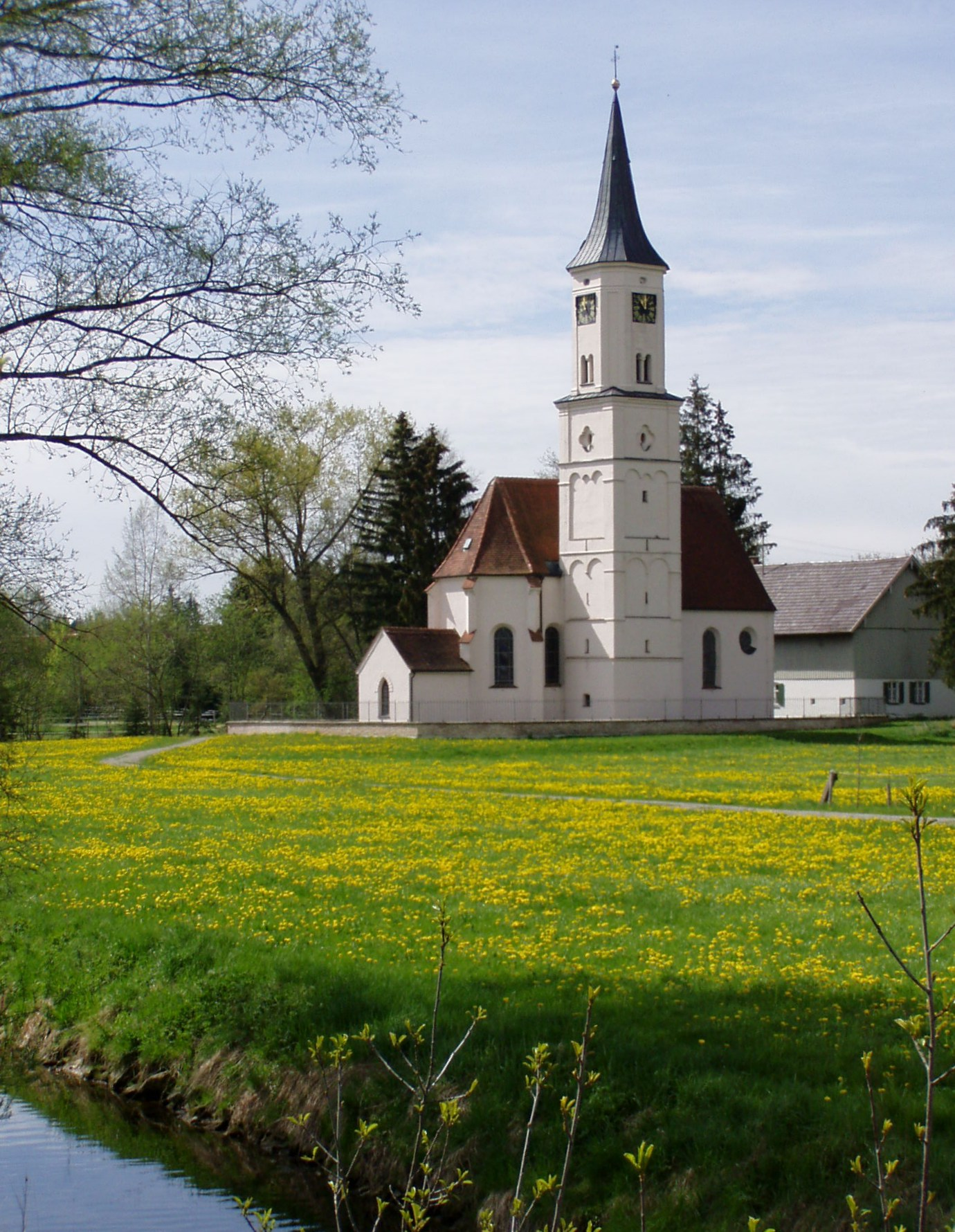
St. Vitus in Westerringen

Die römisch-katholische Filialkirche St. Vitus steht in Westerringen, einem Gemeindeteil von Langerringen im schwäbischen Landkreis Augsburg in Bayern. Das Bauwerk ist in der Liste der Baudenkmäler in Langerringen als Baudenkmal unter der Nr. D-7-72-170-34 eingetragen. Die Kirche gehört zum Dekanat Schwabmünchen des Bistums Augsburg.

## Beschreibung
Die spätgotische Saalkirche wurde 1517 erbaut. Sie besteht aus einem Langhaus, einem eingezogenen, dreiseitig geschlossenen, von Strebepfeilern gestützten Chor im Osten, einer Mitte des 19. Jahrhunderts an der Stirnwand des Chors angebauten Sakristei und einem Chorflankenturm auf quadratischem Grundriss an der Nordwand des Chors. Der Turm wurde 1762 nach einem Entwurf von Joseph Meitinger um ein achteckiges Geschoss für die Turmuhr und den Glockenstuhl hinter den als Biforien gestalteten Klangarkaden aufgestockt und mit einem spitzen Helm bedeckt. 
Der Innenraum des Langhauses ist mit einer Flachdecke überspannt, der des Chors mit einem Stichkappengewölbe. Die Fresken an den Wänden im Chor wurden in der ersten Hälfte des 19. Jahrhunderts eingefügt. Die Fresken im Langhaus gestaltete 1842 Liberat Hundertpfund. Die Bilder an der Brüstung der Empore stammen vom Vater des Joseph Kober. Die Altäre und die Kanzel entstanden um 1718. Auf dem Altarretabel des Hochaltars wurde Jesus Christus dargestellt.